# Línea Mólotov
La Línea Mólotov fue un sistema de distritos fortificados construida por la Unión Soviética a lo largo de sus nuevas fronteras occidentales a principios de la década de 1940. Estas fronteras fueron el resultado de la ocupación de las Repúblicas bálticas, del este de Polonia y de Besarabia por la URSS.
La denominación como tal se conoce hoy en día es informal y entró en uso hace poco tiempo relativamente. Fue popularizada por los escritos de Víktor Suvórov, en particular por su libro El rompehielos.
La línea se extendía desde el mar Báltico hasta las montes Cárpatos. Se compuso de trece distritos fortificados. Cada distrito tenía un gran número de búnkeres de hormigón armados con ametralladoras, cañones antitanque y artillería. Los búnkeres se construyeron en grupos para apoyo mutuo y cada grupo forma un centro de resistencia.
Cuando la Alemania nazi atacó la Unión Soviética el 22 de junio de 1941 durante el transcurso de la Operación Barbarroja, la mayor parte de la línea aún no había sido terminada, por lo que tan sólo constituía un obstáculo insignificante para las fuerzas invasoras. Sólo los cuatro distritos ubicados al sur fueron capaces de obstaculizar el avance de la Wehrmacht durante algunos días (la Fortaleza de Brest resistió mucho más tiempo, pero era una fortificación antigua y técnicamente no fue parte de la línea).
Las ruinas de estas fortificaciones, muchas de ellas bien conservadas, se pueden encontrar actualmente en Lituania, Polonia, Bielorrusia y Ucrania. Las fronteras modernas son algo diferentes a las fronteras trazadas por entonces, por lo tanto algunas secciones de la línea no se encuentran en zonas de frontera y son fácilmente accesibles. Por otro lado, algunas secciones no son accesibles y están restringidas por razones de seguridad fronteriza como las ubicadas en las fronteras de Polonia-Ucrania, Polonia-Bielorrusia y Lituania-Rusia.

## Distritos

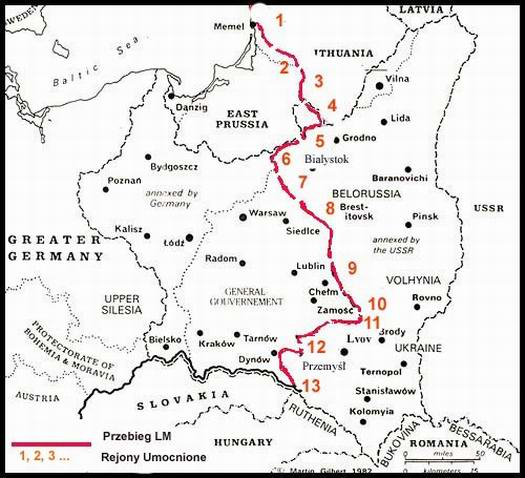
La Línea Mólotov y sus distritos fortificados en un mapa que muestra las fronteras entre 1939 y 1941.

En Lituania, la línea consistió en cuatro distritos fortificados:
- 1. Distrito fortificado de Telšiai. Línea de 75km de largo desde Palanga hasta Judrėnai. Constaba de 8 centros de resistencia, 23 búnkeres construidos y 366 en construcción.

- 2. Distrito fortificado de Šiauliai. Línea de 90 km de largo desde Pajūris hasta Jurbarkas. Constaba de 6 centros de resistencia, 27 búnkeres construidos y 403 en construcción.

- 3. Distrito fortificado de Kaunas. Línea de 105 km de largo desde Jubarkas hasta Kalvarija. Constaba de 10 centros de resistencia, 31 búnkeres construidos y 599 en construcción.

- 4. Distrito fortificado de Alytus. Línea de 57 km de largo desde Kalvarija hasta la frontera de la República Socialista Soviética de Lituania. Constaba de 5 centros de resistencia, 20 búnkeres construidos y 273 en construcción.

En total, se construyeron 101 búnkeres en Lituania, pero muchos no se completaron adecuadamente. Por ello fueron significativamente más vulnerables y podían ser neutralizados rápidamente por granadas o por la quema de combustibles en los ejes del periscopio, que estaban absolutamente sin protección.
Siguiendo hacia el sur, los otros distritos situados actualmente a lo largo de la frontera de Polonia con Bielorrusia y Ucrania fueron:
- 5. Distrito fortificado de Grodno. Línea de 80 km de largo ubicada en Bielorrusia y Polonia. Constaba de 9 centros de resistencia, 42 búnkeres funcionales de 98 construidos y 606 en construcción.

- 6. Distrito fortificado de Osowiec. Línea de 60 km de largo ubicada en Polonia. Constaba de 8 centros de resistencia, 35 búnkeres funcionales de 59 construidos y 594 en construcción.

- 7. Distrito fortificado de Zambrów. Línea de 70 km de largo ubicada en Polonia. Constaba de 10 centros de resistencia, 30 búnkeres funcionales de 53 construidos y 550 en construcción.

- 8. Distrito fortificado de Brest. Línea de 120 km de largo ubicada en Polonia y Bielorrusia. Constaba de 10 centros de resistencia, 49 búnkeres funcionales de 128 construidos y 380 en construcción.

- 9. Distrito fortificado de Kóvel. Línea de 80 km de largo ubicada en Ucrania. Constaba de 9 centros de resistencia y 138 búnkeres en construcción.

- 10. Distrito fortificado de Volodímir-Volinski. Línea de 60 km de largo ubicada en Ucrania. Constaba de 7 centros de resistencia, 97 búnkeres funcionales de 97 construidos y 141 en construcción.

- 11. Distrito fortificado de Kámianka-Buzka (anteriormente Kamionka Strumiłowa). Línea de 45 km de largo ubicada en Ucrania. Constaba de 5 centros de resistencia, 84 búnkeres funcionales, 84 construidos y 180 en construcción.

- 12. Distrito fortificado de Rava-Ruska. Línea de 90 km de largo ubicada en Polonia y Ucrania. Constaba de 13 centros de resistencia, 95 búnkeres funcionales de 95 construidos y 306 en construcción.

- 13. Distrito fortificado de Przemyśl. Línea de 120 km ubicada en Polonia y Ucrania. Constaba de 7 centros de resistencia, 99 búnkeres funcionales de 99 construidos y 186 en construcción.